# Danh sách nhân vật trong Thần điêu hiệp lữ
Thần điêu hiệp lữ là bộ tiểu thuyết nằm trong Xạ điêu tam bộ khúc của Kim Dung, phần tiếp theo của Anh hùng xạ điêu, trong truyện có nhiều nhân vật mang tiểu sử riêng.

## Dương gia

### Mục Niệm Từ
Mục Niệm Từ (穆念慈) là vợ của Dương Khang và là mẹ của Dương Quá. Được nhắc đến trong phần đầu truyện qua lời kể của Dương Quá. Sau khi được Quách Tĩnh và Hoàng Dung cứu khỏi tay Bành trưởng lão của Cái Bang đã cố gắng nuôi dạy Dương Quá, cuối cùng chết trong cảnh đơn độc nuôi con. Hoàng Dung và Quách Tĩnh nghe đến cái chết của nàng thì vô cùng xót xa, bèn nhận nuôi Dương Quá, đưa về đảo Đào Hoa cùng với Kha Trấn Ác, Quách Phù, Võ Đôn Nho và Võ Tu Văn.

## Cổ Mộ phái

### Lâm Triều Anh
Lâm Triều Anh (林朝英) là người sáng lập ra phái Cổ Mộ (古墓派). Bà được mô tả là có võ công cao hơn 4 người trong Thiên hạ ngũ tuyệt và bất phân thắng bại với Trung Thần Thông - Vương Trùng Dương.
Bà và Giáo chủ Toàn Chân Giáo Vương Trùng Dương (cả 2 khi đó đều còn trẻ) có tình ý với nhau. Bà muốn kết phu thê với Vương Trùng Dương, nhưng vì sự nghiệp chống giặc chưa thành nên Vương Trùng Dương cố né tránh chuyện này, khiến cho Lâm Triều Anh đau khổ, hai người hóa thù địch, hẹn tỷ võ trên núi Chung Nam. Đấu mãi vẫn không phân thắng bại, điều đó càng khiến Lâm Triều Anh oán giận thêm vì nghĩ Vương Trung Dương quá nhường nhịn mình. Vương Trùng Dương đề nghị đấu Văn. Sáng hôm sau, Lâm Triều Anh nói: "Nếu huynh đắc thắng, muội sẽ tự vẫn tại chỗ, thế là không bao giờ còn thấy mặt nhau. Nếu muội thắng, thì huynh phải cho muội trú trong Hoạt Tử Nhân Mộ, suốt đời nghe muội sai bảo, không được làm trái bất cứ việc gì. Nếu không, huynh sẽ phải xuất gia, hoặc làm đạo sĩ, hoặc làm hòa thượng. Dù làm đạo sĩ hay hòa thượng, thì cũng phải xây dựng tự quán trên núi, ở bên muội mười năm".
Nàng ra câu đố là dùng ngón tay khắc chữ trên vách đá, nét chữ ai đẹp hơn thì thắng. Về nét chữ, Vương Trùng Dương là bậc kỳ tài, tuyệt không thể thua, nhưng dùng ngón tay viết trên đá thì không thể làm được (xét về chỉ lực thời đó, có Nhất Dương Chỉ của họ Đoàn ở Đại Lý là mạnh nhất, nhưng khắc chữ trên gỗ chưa chắc làm được huống hồ là vách đá). Vì vậy Vương Trung Dương chịu không thể làm được, nhưng ông nói nếu Lâm Triều Anh cũng không làm được thì xem như hòa (ông muốn hòa nhau để Lâm Triều Anh không tự sát và ông cũng không cần phải đi tu và sống bên nàng 10 năm). Không ngờ Lâm Triều Anh đã dùng ngón tay khắc một bài thơ nói về Trương Tử Phòng chống giặc Tần (về sau mới rõ là Lâm Triều Anh dùng mẹo đánh lừa ông). Ngay tối hôm đó ông dọn ra ngoài, nhường cổ mộ cho Lâm Triều Anh, còn ông thì xuất gia dựng một đạo quán ở bên cạnh, đạo quán ấy là tiền thân của cung Trùng Dương của Toàn Chân Giáo sau này.
Vì không thể thành thân với người yêu, bà trở nên oán ghét đàn ông và lập ra phái Cổ Mộ ngay phía sau Chung Nam Sơn, bản địa của phái Toàn Chân. Lâm Triều Anh cho rằng mọi nam tử trên thế gian đều vô ân bạc tình, anh hùng hiệp nghĩa như Vương Trùng Dương còn thế, huống hồ kẻ khác. Lâm Triều Anh định ra môn quy: phàm là người được truyền y bát, tất phải thề suốt đời sống trong cổ mộ, không được rời khỏi núi Chung Nam, song nếu có một nam tử cam tâm tình nguyện chết thay thì lời thề coi như được xóa bỏ, nhưng không được cho nam tử biết trước điều đó.

Lâm Triều Anh không thu nhận đệ tử, chỉ có một a hoàn hầu cận, hai người khổ thủ ở trong nhà mộ, hơn 10 năm không ra ngoài. Bao nhiêu võ công, Lâm Triều Anh đều truyền thụ cả cho a hoàn. Nữ a hoàn ấy không đặt chân vào chốn giang hồ nên không ai hay biết. Nữ a hoàn đó có thu nhận hai đệ tử, một người là Xích Luyện Tiên Tử Lý Mạc Sầu, người kia là Tiểu Long Nữ.
Cuối đời, hai sư đồ Lâm Triều Anh còn sống cùng một người phụ nữ lớn tuổi họ Tôn. Bà cũng là bà vú chăm sóc cho nữ đệ tử, phòng khi Lâm Triều Anh qua đời.
Bí kíp chân truyền của phái Cổ Mộ là Ngọc Nữ Tâm Kinh, ghi lại những võ công tâm đắc nhất của Lâm Triều Anh. Sau khi vào cư trú ở Cổ Mộ, Lâm Triều Anh tìm hiểu một số môn võ công mà Vương Trùng Dương khắc ở đây, rồi nghiền ngẫm cách khắc chế môn võ công đó rồi viết nên bộ Ngọc Nữ Tâm Kinh chuyên khắc chế kiếm pháp của phái Toàn Chân nhưng khi hai thứ kiếm pháp kết hợp lại thì gọi là Ngọc Nữ Tố Tâm kiếm pháp.
Là tri kỷ của Lâm Triều Anh, khi đoạt được Cửu Âm Chân Kinh sau chiến thắng tại Hoa Sơn Luận Kiếm lần thứ nhất, Trung Thần Thông Vương Trùng Dương đã khắc bộ kinh thư này trong một động đá ở phái Cổ Mộ (Lâm Triều Anh đã mất trước Hoa Sơn luận kiếm lần thứ nhất). Cho nên sau này, trong phái Cổ Mộ cũng tồn tại một bản Cửu Âm Chân Kinh ghi trên đá.
Sau này, đồ tôn của bà là Tiểu Long Nữ thành hôn với phản đồ phái Toàn Chân là Dương Quá (lúc đó Dương Quá bị Triệu Chí Kính vu tội phản đồ). Tiểu Long Nữ và Dương Quá đã phát huy được võ học của bà, luyện thành Ngọc Nữ Kiếm Pháp kết hợp với Toàn Chân kiếm pháp tạo ra tuyệt chiêu Song Kiếm Hợp Bích oai trấn giang hồ. Bề ngoài thì Ngọc Nữ kiếm pháp chuyên khắc chế Toàn Chân kiếm pháp, nhưng khi có 2 người yêu nhau cùng liên thủ, sử dụng Ngọc Nữ kiếm pháp phối hợp với Toàn Chân kiếm pháp thì uy lực lại tăng lên rất nhiều, cho thấy Lâm Triều Anh sáng tạo bộ kiếm pháp này kỳ thực không phải là để đả kích Vương Trùng Dương mà là để thể hiện tấm lòng mong nhớ khôn nguôi của bà, mong ước được cùng Vương Trùng Dương kết làm phu thê và chung sức kháng địch.
- Tái hiện trong phim ảnh:

Quan Cúc Anh (1983), Phùng Hiểu Văn (1995), Vu Đình (2006), Đổng Tuyền (2014), Tô Thanh (2019)

### Tôn bà bà
Tôn bà bà là a hoàn của Lâm Triều Anh. Khi Lý Mạc Sầu bị trục xuất, bà cưu mang và nuôi nấng Tiểu Long Nữ cho đến khi sư phụ môn phái qua đời. Bà ra tay cứu Dương Quá khi Triệu Chí Kính cho người truy đuổi và bị thương nặng khi cố gắng ngăn cản Khâu Xứ Cơ bắt Dương Quá về Toàn Chân giáo. Trước khi chết, bà nhờ Tiểu Long Nữ chăm sóc cho Dương Quá cả đời.

### Hồng Lăng Ba
Hồng Lăng Ba là đệ tử của Lý Mạc Sầu, sư tỉ của Lục Vô Song. Không phải người xấu nhưng trung thành với sư phụ Lý Mạc Sầu vì ơn cứu mạng và dưỡng dục từ nhỏ. Sau chết tại Tuyệt Tình Cốc do chính tay Lý Mạc Sầu sát hại.

### Lục Vô Song
Con gái của Lục Triển Nguyên. Mặc dù bị Lý Mạc Sầu bắt làm con tin và có mối thù gia đình, bản thân cô lại bị Lý Mạc Sầu gây tật nguyền một chân, song cô vẫn khéo léo bái sư học võ công của Lý Mạc Sầu.

## Quách gia

### Quách Tương
Quách Tương (hay Quách Tường theo bản cũ), tính cách nửa chính nửa tà giống Ngoại Tổ phụ, có biệt danh là Tiểu Đông tà, là con gái của Quách Tĩnh và Hoàng Dung, sau này là sư tổ phái Nga My.

### Quách Phá Lỗ
Quách Phá Lỗ (郭破虜) là con trai út của cặp vợ chồng Quách Tĩnh, Hoàng Dung, là em song sinh với Quách Tương. Từ tính cách đến diện mạo Quách Phá Lỗ đều rất giống cha, mày rậm, mặt vuông, chậm chạp nhưng cẩn thận, chắc chắn. Cái tên Phá Lỗ là do Quách Tĩnh đặt cho chàng với ý nghĩa "tiêu diệt quân Mông Cổ".
Quách Phá Lỗ sinh ra trong lúc quân Mông Cổ tấn công thành Tương Dương nhưng không giống Quách Tương, cuộc đời chàng bình lặng, không có gì đặc biệt, rất ít xuất hiện trong truyện.
Khi thành Tương Dương thất thủ, phu phụ Quách Tĩnh - Hoàng Dung thuẫn tiết, từ đó không nhắc đến Quách Phá Lỗ nữa. Quách Phá Lỗ là chủ sở hữu đầu tiên của Đồ Long đao.

## Cái Bang

### Lỗ Hữu Cước
Lỗ Hữu Cước trước là một vị trưởng lão trong Cái Bang, sau lên làm bang chủ kế nhiệm Hoàng Dung khi bà đang mang thai. Ông võ công không cao, nhưng có tinh thần yêu nước sâu đậm, được nhiều người kính mến. Về sau ông bị Hoắc Đô dùng mưu giết hại.

### Gia Luật Tề
Gia Luật Tề là con trai thứ hai của Gia Luật Sở Tài, chồng của Quách Phù và là đệ tử của Châu Bá Thông. Sau khi Lỗ bang chủ Lỗ Hữu Cước của Cái bang bị ám hại, mọi người tổ chức thi đấu võ để chọn bang chủ mới và Gia Luật Tề đã trấn áp được quần hùng (nhờ có sự trợ giúp của Thần điêu đại hiệp Dương Quá) và được mọi người bầu làm bang chủ Cái Bang.

## Phò tá Mông Cổ

### Kim Luân Pháp Vương
Kim luân pháp vương (金輪國師) là nhân vật hư cấu trong tiểu thuyết võ hiệp "Thần điêu hiệp lữ" của nhà văn Kim Dung. Trong truyện, Kim luân pháp vương là Đệ nhất quốc sư Mông Cổ, và là nhân vật phản diện chính của bộ tiểu thuyết.
Lần đầu tiên Kim luân pháp vương xuất hiện là tại Anh hùng đại yến. Tại đây lão cùng 2 đệ tử là Hoắc Đô và Đạt Nhĩ Ba tỉ thí võ công với các cao thủ võ lâm Trung Nguyên nhằm trở thành đệ nhất minh chủ võ lâm. Ý đồ này bị Dương Quá phá đám và Tiểu Long Nữ ra mặt tỉ thí cùng Kim luân pháp vương. Lúc này võ công lão hay sử dụng là võ công sử dụng Ngũ luân, môn võ công rất lợi hại, nhưng bị khắc chế bởi Song kiếm hợp bích của Dương Quá và Tiểu Long Nữ. Tuy nhiên, khi trận chiến đã ngã ngũ, Kim Luân vẫn cố chấp không chịu rút lui, Quách Tĩnh bất ngờ tung ra một chiêu Giáng Long chưởng khiến lão bị thương và phải bỏ đi.
Từ đó lão rất kị và căm ghét 2 người này, mặc dù mục tiêu chủ chốt vẫn là hạ Quách Tĩnh để phục vụ mưu đồ xâm lược Trung Nguyên. Lão liên tiếp sử dụng nhiều thủ đoạn rất thâm hiểm để vừa hại Dương Quá, vừa gây khó dễ cho Quách Tĩnh.
Khi lão cùng bọn Tiêu Tương Tử, Doãn Khắc Tây, Mã Quang Tá tấn công vào cung Trùng Dương của Toàn Chân phái, lão vướng vào trận đánh nhau với Tiểu Long Nữ. Lão bị Dương Quá (lúc này đã cụt tay và luyện được kiếm pháp thượng thừa) dùng Huyền thiết kiếm chém xuống đầu khi đã bị thương, may nhờ đệ tử trung thành là Đạt Nhĩ Ba xả thân đỡ kiếm và cầu xin Dương Quá tha mạng (Đạt Nhĩ Ba tưởng nhầm Dương Quá là đại sư huynh đầu thai).
16 năm sau, Kim luân pháp vương trở lại Trung Nguyên. Lúc này lão đã luyện thành Long Tượng Bát Nhã Công, môn công phu bí truyền của phái Mật Tông ở Tây Tạng. Lúc bấy giờ trình độ võ công của Kim Luân đã sánh ngang với tứ tuyệt, song đối tượng của lão truy tìm lúc bấy giờ không còn là Quách Tĩnh. Lão quyết tìm Dương Quá và Tiểu Long Nữ để báo thù mối nhục cũ. Lúc này lão gặp con gái thứ hai của Quách Tĩnh và Hoàng Dung là Quách Tương. Thấy Quách Tương xinh đẹp, trong sáng, thông minh, lanh lợi, lão nảy sinh ý định nhận nàng làm đệ tử nhưng Quách Tương từ chối. Khi lão dẫn Quách Tương đến Tuyệt Tình Cốc tìm Dương Quá, lão bị 3 đại cao thủ võ lâm là Hoàng Dược Sư, Nhất Đăng Đại Sư và Chu Bá Thông vây đánh và điểm huyệt lão. Lão lừa Quách Tương giải huyệt cho lão rồi bắt nàng làm con tin và đem trói trên đài cao trước thành Tương Dương nhằm uy hiếp Quách Tĩnh và Hoàng Dung. Cao thủ võ lâm trong thành xông ra tử chiến cùng quân Mông Cổ giúp Quách Tĩnh và Hoàng Dung cứu con gái. Đang giao chiến ác liệt thì Dương Quá và Tiểu Long Nữ xuất hiện. Dương Quá giao đấu cùng Kim luân pháp vương, tuy nhiên chàng vẫn chưa phải là đối thủ của Kim Luân. Dương Quá vì vui mừng khi gặp lại Tiểu Long Nữ nên quên mất bộ chưởng pháp Ám Nhiên Tiêu Hồn Chưởng. Trong giây phút sinh tử, Chu Bá Thông đã nhắc cho Dương Quá nên xuất thần tung ra 1 tuyệt chiêu trong Ám Nhiên Tiêu Hồn Chưởng làm Kim luân pháp vương văng khỏi đài cao, cuối cùng lão chết trong đám cháy. Trong những phiên bản sau này, Kim luân pháp vương chết sau khi cứu Quách Tương khỏi bị chết cháy.
Kim luân pháp vương chết mà chưa hoàn thành tâm nguyện là tìm truyền nhân cho bộ Long Tượng Bát Nhã Công.
- Trong Phim:

Trịnh Lỗi (1976), Trương Lôi (1983), Lưu Gia Huy (1995), Trịnh Các Bình (1998), Cao Tiệp (1998), Ba Âm (2006), Hắc Tử (2014), Tông Phong Nham (2019)

### Đạt Nhĩ Ba
Nhị đệ tử của Kim Luân Pháp vương, nhầm tưởng Dương Quá là đại sư huynh của mình. Đạt Nhĩ Ba tuy trí thông mình kém và võ công thấp nhưng lại là người rất thật thà và trung thành với sư phụ. Trong cuộc chiến sinh tử tại cung Trùng Dương, Đạt Nhĩ Ba xả thân đỡ kiếm cho Kim Luân, vốn đã bị Dương Quá đánh trọng thương còn Hoắc Đô nham hiểm thì bỏ chạy, mặc sự sống chết của sư phụ và sư huynh. Dương Quá phần thì vì lo cho Tiểu Long Nữ phần vì cảm khái tấm lòng của hắn nên tha mạng cho hai thầy trò hắn và đuổi về Tây Tạng, Đạt Nhĩ Ba từ đó rất căm hận Hoắc Đô. 16 năm sau tại cuộc tỉ thí chọn bang chủ mới cho Cái Bang, Đạt Nhĩ Ba được Dương Quá cho đến võ đài để lật tẩy tên phản đồ Hoắc Đô. Sau đó, Đạt Nhĩ Ba hứa trở về Mông Cổ và không đến Trung Nguyên điều này khiến cho Kim Luân pháp vương rất tức giận.

### Hoắc Đô
Sinh trong khoảng năm 1224 tại Mông Cổ là hoàng tử Mông Cổ và là đệ tử thứ ba của Kim Luân, có võ công khá lợi hại với chiếc quạt hay cầm trên tay, rất nham hiểm và thủ đoạn. Say mê Tiểu Long Nữ vì sắc đẹp tuyệt trần và hành tung bí ẩn như ma quỷ của cô gái này, y đã ngỏ lời cầu hôn và bị nàng từ chối thẳng thừng. Trong cuộc tỉ thí sinh tử tại cung Trùng Dương, vì biết không thể thắng nỗi Dương Quá nên Hoắc Đô bỏ mặc sống chết của sư phụ và sư huynh mình rồi bỏ chạy. Về sau, Hoắc Đô giết Lỗ Hữu Cước, bang chủ của Cái Bang cùng hai đệ tử và cướp đi Đả cẩu bổng, hắn cải trang thành Hà Sư Ngã nhằm chiếm ngôi bang chủ và tránh né bị truy sát. Nhưng âm mưu của hắn bị Dương Quá phát hiện và cho Đạt Nhĩ Ba đến đại hội tỉ thí để tiêu diệt hắn.

### Mã Quang Tá
Là võ sĩ gốc Tây vực. Vốn không phải người xấu, cũng không làm nhiều điều ác, thường đứng về phía Dương Quá và bênh vực Tiểu Long Nữ. Vũ khí là một cây đao ngắn nhỏ có cán là hình con rắn. Về sau Dương Quá đã khuyên nhủ Mã Quang Tá từ bỏ làm thuê cho đám người phe Kim Luân.

### Ni Ma Tinh
Tay sai của Tây Vực Mật Tông, đến từ Thiên Trúc, sau này trong một lần giao tranh bị trúng độc châm của Lý Mạc Sầu phải chặt chân để giữ mạng, cuối cùng định cướp Quách Tương giao cho Mông Cổ nhưng bị Dương Quá ám trợ giết chết.

### Doãn Khắc Tây
Là một lái buôn chuyên mua bán vàng bạc châu báu. Vũ khí là một chiếc tiên khảm rất nhiều ngọc quý. Võ công cao cường, sau đánh nhau với Tiêu Tương Tử giành Cửu dương chân kinh mà chết.

### Tiêu Tương Tử
Tiêu Tương Tử là nhân vật phản diện, đi theo tứ vương tử Hốt Tất Liệt hòng kiếm lợi. Võ công trong đám võ sĩ Mông Cổ chỉ thua Kim Luân, binh khí thường sử dụng là cây khốc tang, sau này cùng Doãn Khắc Tây lên chùa thiếu lâm trộm Cửu dương chân kinh. Đánh nhau với hắn, kiệt sức chết.

## Võ gia

### Võ Tam Thông
Là tiểu đồ đệ của Nhất Đăng Đại Sư, tức là sư đệ của Ngư Tiều Canh Độc, sau có hai con trai là Võ Đôn Nho và Võ Tu Văn (Đại Võ và Tiểu Võ), nửa cuộc đời của Võ Tam Thông điên loạn, tuy có vợ con nhưng luôn mang trong mình tình yêu với vợ của Lục Triển Nguyên mà ưu tư, sầu não. Sau này khi vợ chết dưới tay Lý Mạc Sầu, Võ Tam Thông chấn động, trở lại bình thường, tuy nhiên lại bị lừa đi tìm thuốc nên lạc mất hai con. 6 năm sau, biết tin 2 con đang làm đồ đệ của Quách gia ở Tương Dương, Võ Tam Thông đã tới nhận mặt cha con, cùng với hai con thề sẽ trả thù Lý Mạc Sầu. Võ nghệ của ông được chân truyền từ võ công của Đoàn gia Đại Lý, nhưng không tinh thông bằng các vị sư huynh.

### Võ Đôn Nho
Còn gọi là Đại Võ, là con của Võ Tam Thông, sau khi chứng kiến cảnh mẹ bị sát hại bởi Lý Mạc Sầu, đã được Kha Trấn Ác cứu và đem về đảo Hoa Đào, sau đó được vợ chồng Quách Tĩnh và Hoàng Dung thu nhận về làm đệ tử cùng với Tiểu Võ và Dương Quá, 2 anh em luyện võ mang trong mình nỗi niềm báo thù cho mẹ.
Tuy được Bắc Hiệp Quách Tĩnh trực tiếp chỉ dạy võ công nhưng Đại Võ chỉ học được chút ít, thân thủ chậm chạp yếu ớt.
Được miêu tả là bản lĩnh tầm thường, suy nghĩ ngắn, nhút nhát.
Võ Đôn Nho cuối truyện lấy Gia Luật Yến

### Võ Tu Văn
Còn gọi là Tiểu Võ, là con của Võ Tam Thông, cũng được cứu bởi Kha Trấn Ác và được vợ chồng Quách Tĩnh - Hoàng Dung thu nhận làm đệ tử. Tuy sư phụ võ công cái thế nhưng Tiểu Võ yếu kém chỉ học được một phần võ công cũng như bản lĩnh của họ, 2 anh em Đại Võ và Tiểu Võ công phu ngang hàng, không có tên tuổi nào trên giang hồ.
Khi trưởng thành 2 anh em gặp lại cha, tuy nhiên 2 anh em lại cùng thích Quách Phù (con gái Quách Tĩnh) nên không nghe lời cha mà trở nên mâu thuẫn, khi thành Tương Dương bị Mông Cổ tấn công, 2 anh em không cùng Quách Tĩnh trấn thành mà ra ngoài thành đánh nhau, ngay sau đó bị Lý Mạc Sầu hạ độc, đã được Dương Quá quên mình cứu sống, dẫn đến hiểu lầm của Cô Cô.
Tiểu Võ lanh lợi hơn anh nhưng bản lĩnh cũng chỉ vào loại tầm thường. Tìm được Hoàn Nhan Bình để yêu thương, nhung nhớ, sống một cuộc đời bình lặng, vui vẻ.
Họ Võ có cha là đồ đệ của Nhất Đăng Đại Sư, nên cũng được truyền thụ công phu Nhất Dương Chỉ, nhưng bản lĩnh kém cỏi không phát triển được, chỉ biết sử dụng chiêu thức cơ bản.

### Gia Luật Yến
Sư muội Gia Luật Tề, được miêu tả là có tính cách hào sảng, sau này là phu nhân Võ Đôn Nho.

### Hoàn Nhan Bình
Cháu của Hoàn Nhan Thừa Lân - hoàng đế thứ 10 và là vị vua cuối cùng của nhà Kim, gọi Hoàn Nhan Hồng Liệt là thúc. Nếu xét vai vế, cô và Hoàn Nhan Khang là anh em họ nên Dương Quá xếp vai vế là cháu của Hoàn Nhan Bình. Sau khi bị liên quân Tống - Mông tiêu diệt, cả cha mẹ của Hoàn Nhan Bình bị Gia Luật Tấn giết hại, muốn ám sát Gia Luật Tấn để trả thù, sau khi được Dương Quá chỉ cho ba chiêu khiến Gia Luật Tề phải sử dụng tay trái, nhưng nàng không giết Gia Luật Tề. Cô có đôi mắt khá giống Tiểu Long Nữ nên chàng thích hôn vào mắt Hoàn Nhan Bình.
Hoàn Nhan Bình thầm thích Dương Quá nhưng về sau thân thiết hơn với anh em họ Võ, Sau này trở thành phu nhân của Võ Tu Văn.

## Toàn Chân giáo

### Vương Trùng Dương
Là sư tổ của phái Toàn Chân, bản lĩnh phi thường, là anh hùng đương đại, mang trong mình tình yêu với Lâm Triều Anh nhưng vì uẩn khúc đại nghiệp chống Kim mà không thể trùng phùng hạnh phúc.

### Chu Bá Thông
Chu Bá Thông (có bản dịch là Châu Bá Thông) là sư đệ của Vương Trùng Dương, biệt danh Lão Ngoan Đồng, một trong 5 đại võ của thiên hạ, được gọi là Trung Nhân, tính tình hời hợt ham vui, tuy nhiên luôn coi trọng bằng hữu.

### Khâu Xứ Cơ
Giáo chủ đời thứ hai của phái Toàn Chân, là nhị đồ đệ của sư tổ Vương Trùng Dương

### Doãn Chí Bình
Đệ tử của Trường Xuân tử Khưu Xứ Cơ, sư đệ đồng môn của Triệu Chí Kinh và là sư thúc Dương Quá. Y từ nhỏ lớn lên ở Toàn Chân Giáo, được Khưu Xứ Cơ vô cùng yêu quý. Doãn Chí Bình là người có tư chất tốt, nhưng quá thật thà tin người nên bị Triệu Chí Kính hãm hại nhiều lần. Y mê muội và tước đi trinh tiết của Tiểu Long Nữ. Về sau vì quá hối hận nên y đã tự sát.
Kể từ năm 2004, tên nhân vật này đã được thay đổi thành Chân Chí Bình.

### Triệu Chí Kính
Là đệ tử của Ngọc Dương tử Vương Xứ Nhất, sư huynh đồng môn của Doãn Chí Bình và là sư phụ của Dương Quá. Là người lòng dạ hẹp hòi, tâm địa độc ác. Nhiều lần bày mưu ám toán Dương Quá nhưng thất bại. Cố ý hãm hại Doãn Chí Bình nhiều lần để tranh chức chưởng môn. Sau này gã cấu kết với quân giặc với mưu đồ thâu tóm chức chưởng môn Toàn Chân Giáo nhưng bị Chu Bá Thông lật tẩy, dùng đàn ong chích gã đến chết.

## Tuyệt Tình Cốc

### Công Tôn Chỉ
Gã có bề ngoài nho nhã hiền hòa, phong thái cổ xưa, nói năng đứng đắn nghiêm chỉnh, cử chỉ lịch thiệp, thuộc loại dị nhân hiếm có trong thế giới võ lâm, nhưng nội tâm đáng sợ và hắc ám. Gã phản bội vợ, gian díu với nha hoàn rồi hạ sát cô ta. Yêu thích Long cô nương vì vẻ đẹp Ủng hữu khuynh quốc khuynh thành, trầm ngư lạc nhạn đích mỹ mạo nên dụ dỗ nàng cưới hắn, ra sức gây khó dễ cho Dương Quá và còn vô tình giết chết con gái của gã. Gã bị vợ đánh chột mắt nhưng vẫn hiếu sắc tham dâm.

### Cầu Thiên Xích
Cầu Thiên Xích (có bản dịch là Trường Thái) xuất thân danh môn giang hồ, là em gái Thiết chưởng bang chủ Cầu Thiên Nhẫn lừng lẫy giang hồ, võ công của bản thân cũng cao hơn hẳn Công Tôn Chỉ, từng chỉ dẫn cho hắn những chỗ khiếm khuyết; trong một lần bị kẻ địch từ bên ngoài kéo đến tấn công, Cầu Thiên Xích đã liều chết đánh lui chúng, bảo vệ sự an toàn của Tuyệt Tình cốc. Cầu Thiên Xích trong thời gian có thai tính khí nóng nảy, hay nổi đóa mắng nhiếc, khiến Công Tôn Chỉ đi tìm nguồn an ủi khác.
Từ sau khi kết hôn, Công Tôn Chỉ lúc nào cũng nơm nớp sợ vợ và ngoại tình với Nhu Nhi là một cô hầu gái ở Tuyệt Tình Cốc. Cầu Thiên Xích nhận xét: "Con tiện nhân ấy nhất nhất vâng lời, Công Tôn Chỉ bảo sao nó nghe vậy, lại luôn miệng ngon ngọt, nào chàng là người tốt nhất trên đời, nào chàng là đại anh hùng bản lĩnh cao cường, khiến Công Tôn Chỉ mê mẩn nó". Công Tôn Chỉ yêu Nhu Nhi, thực ra là để bù vào chỗ thiếu thốn trong đời sống tình cảm của y. Nhu Nhi có phẩm chất dịu hiền mà Cầu Thiên Xích không có.
Công Tôn Chỉ lén lút hò hẹn với nhân tình, thừa cơ Cầu Thiên Xích tĩnh tọa luyện công, không ra khỏi phòng, hai người sẽ ra khỏi hẻm núi, đến một chỗ xa xa tư tình với nhau. Không may là kế hoạch không thành, bị Cầu Thiên Xích phát hiện, Công Tôn Chỉ và Nhu Nhi cùng bị ném vào bụi hoa Tình cho vô số cái gai độc đâm vào người, cuối cùng, chỉ còn một viên thuốc giải độc, Cầu Thiên Xích giao cho Công Tôn Chỉ, chỉ cứu được một người, để y quyết định cho y hoặc nhân tình của y được sống. Cuộc thử thách này khiến Công Tôn Chỉ bộc lộ hết bản tính tự tư tự lợi, tham sống sợ chết. Y hoàn toàn không phải là bậc thánh, có thể hi sinh vì tình yêu, vì người mình yêu; mà chỉ là một kẻ phàm phu tục tử, giả dạng anh hùng. Cảnh cuối cùng y đánh lừa đâm chết Nhu Nhi.
Nhược điểm tính cách của Cầu Thiên Xích là tùy hứng bá đạo và ngu xuẩn vô tri. Hai cái đó kích động lẫn nhau, thành tuần hoàn ác tính, đến mức vượt khỏi tầm kiểm soát.

### Công Tôn Lục Ngạc
Công Tôn Lục Ngạc là con gái của Công Tôn Chỉ và Cầu Thiên Xích. Tuy có cha mẹ là những người độc ác, thủ đoạn nhưng cô lại là người hiền lành, xinh đẹp và nhân hậu. Cô đem lòng yêu Dương Quá và nhiều lần giúp đỡ anh. Cô vì muốn đoạt lại tuyệt tình đơn từ tay cha mình để cứu sống Dương Quá, nên đã tự vẫn dưới thanh đao của cha mình vì không muốn cha uy hiếp mẹ và mọi người.

## Khác

### Hoàng Dược Sư
Đảo chủ đảo Đào Hoa. Cha đẻ của Hoàng Dung và là nhạc phụ của Quách Tĩnh.

### Kha Trấn Ác
Sư phụ của Quách Tĩnh, trong bản mới 2014 còn gọi là Kha Trấn Ôn

### Cầu Thiên Nhận
Là bang chủ Thiết Chưởng Bang, sau hối hận vì làm việc sai trái nên theo Nhất Đăng Đại Sư (Đoàn Trí Hưng) quy y cửa Phật, pháp danh Từ Ân

### Lục Triển Nguyên
Là anh em họ của Lục Thừa Phong - đệ tử của Hoàng Dược Sư; người yêu của Lý Mạc Sầu, chồng của Hà Nguyên Quân

### Hà Nguyên Quân
Thê tử của Lục Triển Nguyên, là người khiến #Võ Tam Thông si mê đến nỗi phát điên, bỏ vợ bỏ con.

### Lục Lập Đỉnh
Là em trai của Lục Triển Nguyên.

### Lục Vô Song
Lục Vô Song là con gái của Lục Lập Đỉnh - em trai Lục Triển Nguyên, đệ tử thứ hai của Lý Mạc Sầu, là người yêu đơn phương Dương Quá, cùng Dương Quá kết nghĩa huynh muội.
- Trong Phim:

Trần Phục Sinh (1983), Giản Bội Quân (1995), Dương Nhụy (2006), Tôn Diệu Kỳ (2014), Triệu Lạc Nhiên (2019)

### Trình Anh
Là cháu họ của Lục Triển Nguyên, chị họ của Lục Vô Song, cũng có tình cảm với Dương Quá. Cùng Dương Quá kết nghĩa huynh muội. Đệ tử cuối cùng của Hoàng Dược Sư.
- Trong Phim:

Vương Ái Minh (1983), Trương Khả Di (1995), Vương Gia (2006), Triệu Hàn Anh Tử (2014), Vương Nghệ Phi (2019)